# Wiśniewka
Wiśniewka – wieś krajeńska w Polsce położona w województwie kujawsko-pomorskim, w powiecie sępoleńskim, w gminie Sępólno Krajeńskie.
W latach 1975–1998 miejscowość administracyjnie należała do województwa bydgoskiego. Według Narodowego Spisu Powszechnego (III 2011 r.) liczyła 145 mieszkańców. Jest dwudziestą co do wielkości miejscowością gminy Sępólno Krajeńskie.